# Алгатуйское муниципальное образование
Алгатуйское муниципальное образование — сельское поселение в Тулунском районе Иркутской области России. Административный центр — село Алгатуй.

## Демография
| 2010  | 2011  | 2012  | 2013  | 2014  | 2015  | 2016  |
| ----- | ----- | ----- | ----- | ----- | ----- | ----- |
| 1259  | ↘1255 | ↘1222 | ↗1254 | ↘1250 | ↘1223 | ↘1217 |
| 2017  |       |       |       |       |       |       |
| ↘1210 |       |       |       |       |       |       |

По результатам Всероссийской переписи населения 2010 года
численность населения муниципального образования составила 1259 человек, в том числе 628 мужчин и 631 женщина.

## Населённые пункты
В состав муниципального образования входят населённые пункты
- Алгатуй[10]